# Richard-Borek-Stiftung
Die Richard Borek Stiftung ist eine privatrechtliche Stiftung mit Sitz in Braunschweig. Gegründet wurde sie im Jahr 1981. Ihr Zweck ist die „Unterstützung bei Maßnahmen zur Erweiterung der kulturellen Bedeutung der Region Braunschweig“. Im Jahr 1997 wurde die Unterstützung sozialer Projekte in die Satzung aufgenommen.
Die Stiftung ist nach Richard Borek (1874–1947) benannt, dem Gründer einer bedeutenden Briefmarkenversandhandlung. Bis Juni 2023 führte die Stiftung Richard Borek III. (* 1943), der seitdem das Amt des Ehrenvorsitzenden innehat. Heute bilden Richard Borek IV., Melanie Borek, Erika Borek und Ulrich Stegemann den Vorstand, Geschäftsführer ist Michael Grisko.
Die Stiftung arbeitet vorwiegend operativ in den sieben Schwerpunktbereichen (1) Stadtbild; (2) Residenzschloß Braunschweig; (3) Sammlungen; (4) Riddagshausen; (5) Braunschweig – (digital) erleben; (6) Bildungs- und Sozialarbeit und (7) Persönlichkeitsentwicklung.

## Projekte der Stiftung
Einen regionalen Schwerpunkt legt die Stiftung auf das „Braunschweiger Land“. In diesem Kontext stehen auch die beiden großen Sammlungsankäufe zur Manufaktur Stobwasser und zum Braunschweiger Schloss. So erwarb die Stiftung eine Sammlung von Lackkunstarbeiten, die „Sammlung Richter“, die im Städtischen Museum Braunschweig ausgestellt war. Darüber hinaus erschließt sie die durch die Manufaktur Stobwasser hergestellten Lackkunstobjekte mit einem eigenen Werkverzeichnis.
Im Jahr 2005 kaufte die Stiftung knapp 1.000 Objekte aus dem Besitz der Welfen mit einem konkreten Bezug zu den Braunschweiger Herzögen und zum Residenzschloss Braunschweig. Die Objekte wurden als Leihgaben in Museen wie dem Haus Doorn, dem Wiener Leopold Museum oder dem Herzog Anton Ulrich-Museum ausgestellt. Außerdem bildet die Sammlung einen großen Teil der in der Dauerausstellung gezeigten Exponate des Schlossmuseums Braunschweig.
Seit 1993 fördert die Stiftung die Pflege und Instandhaltung öffentlicher Grünflächen und beteiligt sich seit 2002 auch an der Förderung privater, kirchlicher und städtischer Erhaltungsmaßnahmen an Baudenkmalen. Der prominenteste Beitrag der Stiftung zum Braunschweiger Stadtbild ist der Nachguss der Braunschweiger Quadriga, der seit Oktober 2008 auf der 2007 eröffneten Teilrekonstruktion des Braunschweiger Schlosses steht. Außerdem förderte sie die Errichtung der Bronzesäule 2000 Jahre Christentum des Braunschweiger Bildhauers Jürgen Weber auf dem Ruhfäutchenplatz.
Die Richard Borek Stiftung unterstützt das 2006 begonnene Projekt Schulsozialarbeit. Im gleichen Jahr errichtete die Richard Borek Stiftung das vom Diakonischen Werk betriebene Hospiz für 12 Bewohner in der Broitzemer Straße. Ab 2009 entstand auf dem ehemaligen Gelände des Landesgestüts der Reiterstaffel der Polizeidirektion Braunschweig das integrative Quartier Sankt Leonhard. Das Projekt wurde von der Stiftung in Zusammenarbeit mit der Stadt Braunschweig, der Evangelischen Stiftung Neuerkerode (ESN) und dem Christlichen Jugenddorf Braunschweig (CJD) entwickelt und am 2. Mai 2023 offiziell eröffnet. Das Quartier, auf dem sich auch die Christengemeinde St. Leonhard befindet, beherbergt neben barrierefreien Wohnungen für Senioren und Familien unterschiedliche Wohngruppen und Sozialangebote des CJD, einen internationalen Kindergarten sowie verschiedene inklusive Wohnkonzepte und Gesundheitsdienste der ESN und eine Station der Diakonie.
Die Stiftung leistet darüber hinaus einen Beitrag zur Diskussion der Baukultur in der Stadt und initiierte zahlreiche Buchprojekte zur Braunschweiger Stadtgeschichte und zum Braunschweigischem Kunsthandwerk, darunter zuletzt:
- Elmar Arnhold, Fachwerkhäuser in Braunschweig, Braunschweig 2024.[8]
- Elmar Arnhold, Braunschweigs Brücken an den Oker-Umflutgräben, Braunschweig 2023;[9]
- Elmar Arnhold, Braunschweiger Plätze in Geschichte und Gegenwart, Braunschweig 2021;
- Henriette Graf, Die Braunschweiger Korallenfabrik des Johann Michael van Selow (Reihe Braunschweigisches Kunsthandwerk,[10] Band 5), Braunschweig 2023;
- Andrea Schneider, Braunschweiger Möbel des 18. Jahrhunderts (Reihe Braunschweigisches Kunsthandwerk, Band 4), Braunschweig 2021.